# Phasia munda
Phasia munda är en tvåvingeart som först beskrevs av Wulp 1892.  Phasia munda ingår i släktet Phasia och familjen parasitflugor. Inga underarter finns listade i Catalogue of Life.